# Abandon
Abandon (fr. abandon, 'opuszczenie, odstąpienie') – w prawie morskim jest to zrzeczenie się przez armatora praw własności do ubezpieczonej rzeczy (ładunku lub statku) objętego ochroną ubezpieczeniową na rzecz ubezpieczyciela, które następuje po zgłoszeniu wypadku objętego umową ubezpieczeniową, jeśli ubezpieczonemu przysługuje prawo całkowitego odszkodowania .
Prawo to stosowane jest w wypadku zaginięcia bądź uszkodzenia ponad 75% zaasekurowanego mienia (nawet jeśli jest możliwość eksploatacji po naprawie) . W takim przypadku towarzystwo ubezpieczeniowe zobowiązane jest wypłacić pełne odszkodowanie, nawet jeśli uszkodzony statek po naprawie nadawałby się jeszcze do dalszej żeglugi.